# Llibre de les Portes
El Llibre de les portes és un text funerari de l'antic Egipte que narra com les ànimes passen a l'altre món, enumerant les diferents nacions conegudes (egipcis, asiàtics, libis i nubis) i les divinitats que governen les diferents portes que separen la Terra de l'altra vida (i d'on prové el títol del text). Els morts han de superar el judici diví per poder passar sense patir per les portes; si no, són condemnats a un llac de foc. El text, profusament il·lustrat, correspon al període de l'Imperi nou d'Egipte. El Llibre de les Portes és llarg i detallat, i consta de cent escenes. Narra el pas d'una ànima recentment morta a l'altre món viatjant amb el déu sol, Ra, a través del món subterrani durant les hores de la nit cap a la seva resurrecció. L'ànima ha de passar per una sèrie de "portes" a cada hora del viatge. Cada porta està custodiada per una deïtat serpentina diferent que s'associa amb una deessa diferent . És important que el difunt conegui els noms de cada guardià. En les últimes tres hores es mostren representacions del judici dels morts. El text implica que algunes persones passaran il·leses, però d'altres patiran turment en un llac de foc. Al final del viatge de Ra a través del món subterrani, emergeix de nou per tornar a ocupar el seu lloc al cel.
Cada porta s'equipara amb una hora de la nit i els noms de determinades dees no apareixen en cap més font de la mitologia egípcia. Segons els egipcis, el dia estava dividit entre 24 h: 12 durant el dia i 12 durant la nit; en el recorregut de Ra pel Duat, Ra havia de travessar 12 portes, hi havia 12 cases i només tenia 1 hora per estar en cada casa o les portes es tancarien i no podria passar.

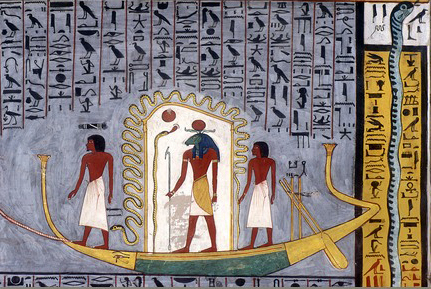
Ra viatjant pel món subterrani en la seva barca, de la còpia del Llibre de les Portes a la tomba de Ramsès I (KV16).

## Història
El text no va ser anomenat pels egipcis. Va ser anomenat per l'egiptòleg francès Gaston Maspero, que el va anomenar "Livre des Portes" (Llibre de les Portes). Molts estudiosos han estudiat, desxifrat i traduït el llibre, des de Jean-Francois Champollion fins a Erik Hornung i Alexander Piankoff, sent aquests dos últims els que van crear la designació de les hores i les divisions, respectivament.
Va ser descobert en tombes de les dinasties XIX i XX, però la primera aparició coneguda és a la tomba d'en Horemheb durant la dinastia XVIII, tot i que aquesta versió és incompleta. Abans de la seva aparició a la tomba d'Horemheb, l' Amduat era el text funerari més utilitzat entre la reialesa a les seves tombes.

## Iconografia

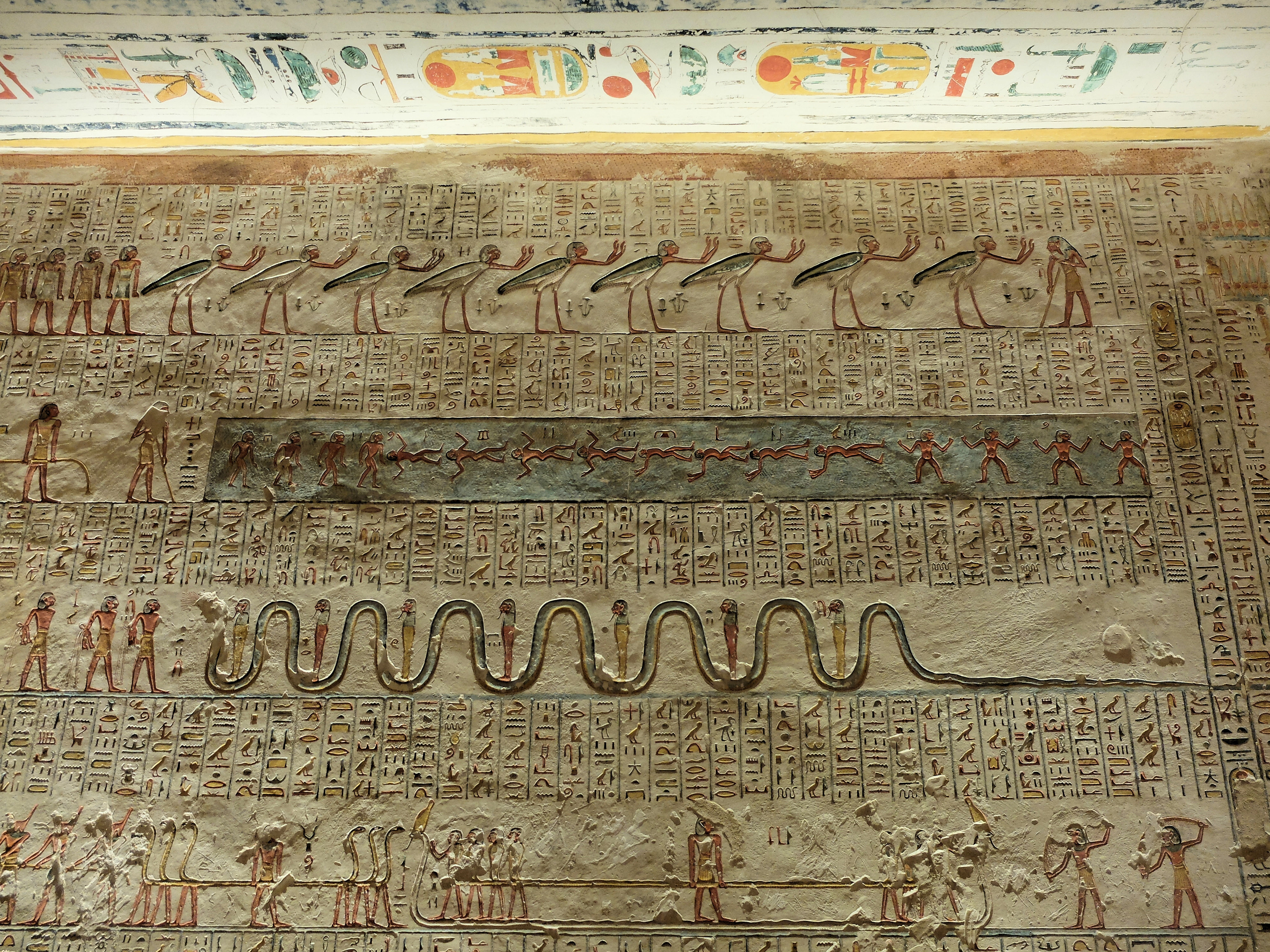
KV9, Tomba de Ramsès V-VI. Quart passadís, decoració a la paret esquerra: novena divisió del Llibre de les Portes.

Diverses escenes del Llibre de les Portes s'han representat en moltes tombes del Nou Regne, des d'Horemheb (1295 aC) fins a Ramsès VII (1130 aC). Seti I té la primera inscripció completa que decora el seu sarcòfag, així com la primera meitat del llibre que decora les sales amb columnes de la seva tomba.
Horemheb té les primeres representacions del Llibre decorant les parets de la seva tomba. Les hores segona a sisena es troben a la paret de la seva cambra funerària. Això va ser significatiu perquè trencava l'ús tradicional de l' Amduat que se solia mostrar a les parets de les cambres funeràries abans d'Horemheb.
En moltes de les tombes, hi ha escenes parcials del Llibre de les Portes inscrites a les parets amb pilars, com a la tomba de Ramsès II . Altres reis, com Ramsès VII, només tenien seleccions de les hores representades a les seves tombes.
També apareixen a la tomba de Sennedjem, un treballador del poble de Deir el-Medina, l'antic poble d'artistes i artesans que van construir tombes faraòniques al Nou Regne, i a la tomba de Tjanefer, un sacerdot d'Amon .
El Llibre era menys popular per exhibir-lo a les tombes de persones de llinatge no reial. Tendien a representar el Llibre dels Morts, però no era estrany trobar-hi el Llibre de les Portes al seu costat. En alguns casos, només es representaven unes poques escenes intercalades amb el Llibre dels Morts .

## Relació amb l'Amduat
Estretament relacionat amb el Llibre de les Portes hi ha el Llibre d'Amduat (també conegut com el Llibre de les Cambres Ocultes), que també segueix el viatge de Ra pel món subterrani però amb algunes diferències. Acompanya el Llibre de les Portes en moltes tombes perquè és una guia del viatge de l'ànima del difunt i de les deïtats que trobarà al món subterrani. Segons Mohamed Ragheb Dardir, la principal diferència entre el propòsit dels llibres és que el Llibre de les Portes actua com a guia sobre els perills que trobarà l'ànima del difunt i el que s'ha de fer per passar per cada porta per ressuscitar. Es creu que tots dos llibres sovint es representen en tombes perquè, per si sols, no són una guia suficient perquè l'ànima completi el seu viatge amb Ra.
La diferència més gran entre el Llibre de les Portes i l'Amduat són les deïtats de la porta de la serp que custodien la porta durant cada hora. Aquestes portes i serps reben nom al llarg del viatge i s'han de nomenar per poder creuar a l'hora següent. A l'altre costat de cada porta hi ha dos guardians més i uraei que emeten foc. El Llibre de Sortir de Dia també conté portes similars al món subterrani.
Els déus que formen la tripulació de la barca solar són diferents entre l' Amduat i el Llibre de les Portes. A l' Amduat, la barca solar és més gran, mentre que al Llibre de les Portes, la tripulació està formada només per Heka i Sia . Aquests són els únics dos que són a la barca amb Ra durant tot el viatge a través del món subterrani.

## Les Hores del Llibre de les Portes

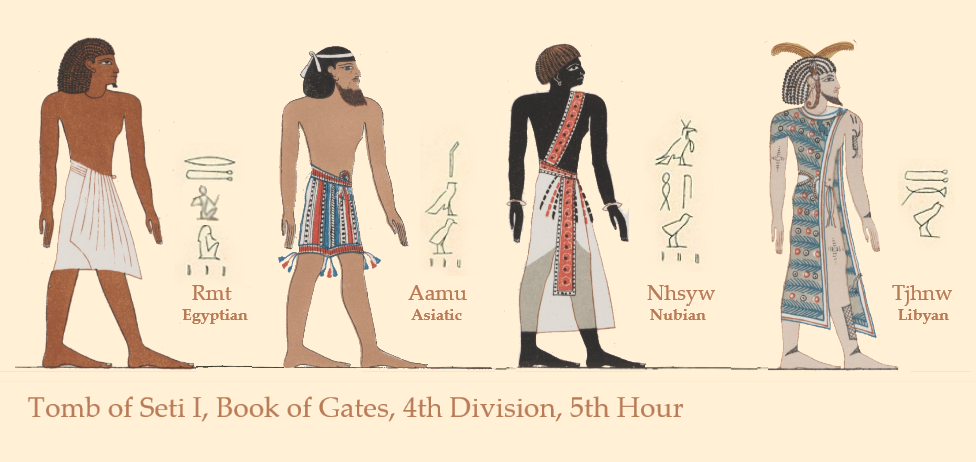
Il·lustració de figures de la Quarta Divisió de la Cinquena Hora a la tomba de Seti I que representen: un egipci, un asiàtic, un nubi i un libi.

Les hores del Llibre de les Portes segueixen el viatge de Ra a través del món subterrani durant les 12 hores de la nit. Ra guia l'ànima difunta a través d'una sèrie de portes per arribar a la seva resurrecció. L'ànima ha de passar per cada deïtat de la porta coneixent el seu nom i atributs. El Llibre de les Portes és una sèrie de cent imatges dividides en tres registres per a cada hora que representa el viatge. Cada imatge va acompanyada d'un text que descriu els detalls de cada registre.
Al final de cada hora, l'ànima difunta es troba amb una "porta" custodiada per una deïtat serpentina de la qual ha de conèixer els noms i les característiques per poder passar-la il·lesa.
Hora 1: Aquesta és l'arribada de Ra al món subterrani i és rebut pels "déus de l'oest", que es refereixen a l'horitzó occidental. Aquesta escena representa Ra en la forma del déu escarabat Kepri, que està envoltat per un déu serp per protegir-se a la seva barca solar. La barca solar navega per les muntanyes representades a l'escena. També hi ha imatges d'estendards, un amb cap de xacal i un altre amb un moltó, sostinguts pels déus barbuts Set i Tat.
Aquesta hora és diferent de les altres perquè és l'única escena on Ra i l'ànima difunta no són al món subterrani.
Hora 2: Un cop el vaixell passa entre la Muntanya Occidental, arriba a la porta de la segona divisió. Aquesta porta està custodiada per la serp Saa-Set. La porta en si s'anomena Vigilant del Desert. Els textos que l'acompanyen parlen de la foscor més enllà de la porta fins que el déu es manifesta en la seva forma divina. Envoltant el vaixell hi ha homes lligats custodiats per Atum. El text es refereix a aquests homes com a "maleïts" i "beneïts" per Ra, on han de prendre el seu lloc a l'altra vida (els beneïts) o ser destruïts per la serp (els maleïts). Els beneïts fan ofrenes a la porta de la serp, que custodia la porta del costat.
Hora 3: Just més enllà de la porta, anomenada "Perforació de Brases", hi ha dotze mòmies protegides per una serp que escupa foc a la part davantera i posterior del passadís. Ra exigeix que el foc penetri al passadís fosc, on il·lumina un Llac de Foc que les mòmies envolten. La barca solar creua el llac i, a l'altra banda, Ra demana a les mòmies que es desembolcallin i que rebin alè i ofrenes per arrossegar la barca solar. Els textos que l'acompanyen indiquen que Ra demana un pas segur a través del llac de foc per a les ànimes beneïdes i dignes. Un cop la barca arriba a la següent porta, tota l'escena torna a estar immersa en la foscor.
Hora 4: Un cop travessada la porta, Ra queda banyat en la foscor. L'escorça és arrossegada per quatre déus fins que arriba a un edifici que conté nou santuaris que contenen nou déus momificats. Aquests són els "déus que segueixen Osiris, que són a les seves morades". Aquests déus protegeixen el ba . Davant d'aquesta casa brillant hi ha dos grups de sis deesses que custodien un turó per a la terra, a l'esquerra, i un per a l'aigua, a la dreta, separats per una serp gegant. La terra de l'esquerra mostra Osiris momificat, darrere d'Osiris hi ha dotze déus que custodien pous de foc. El camí correcte sobre l'aigua és el Llac de la Vida.

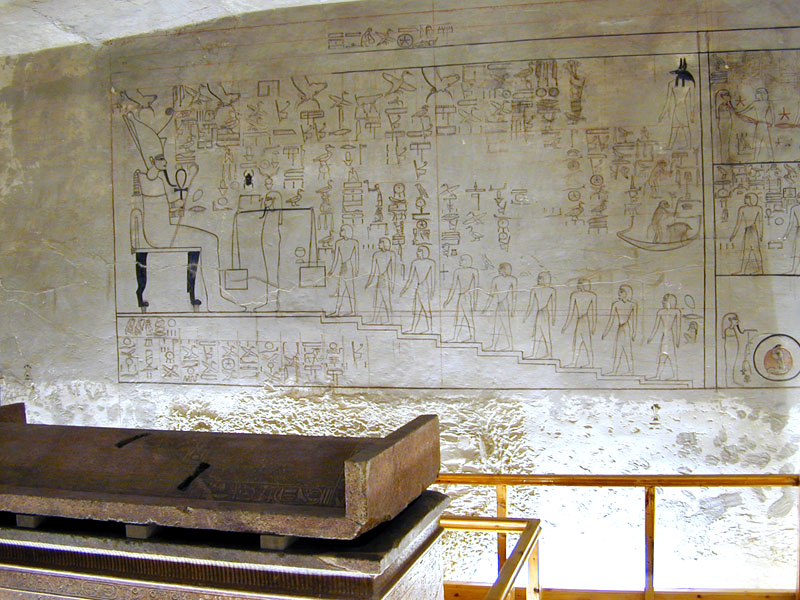
A la paret, evocació de la cinquena divisió del Llibre de les Portes: la cort d'Osiris.

Hora 5: Aquesta és l'escena del Judici d'Osiris. La barca solar és arrossegada pels quatre déus del Tuat ( duat o inframón). Estiren l'escorça cap a nou déus que sostenen una serp llarga anomenada Ennutchi, que és el déu Apep . Davant d'aquests nou déus hi ha dotze déus addicionals considerats "les ànimes dels homes que són al Tuat". Ra ordena a aquests déus que ataquin la serp perquè no pugui viatjar a través de la porta. A la següent seqüència de l'escena, es representa Horus presidint els homes de les quatre ètnies humanes: egipcis, asiàtics, nubis i libis (setze en total). Aquests grups representen com tots són acollidors a l'altra vida. Horus atorga protecció als homes i els fa ofrenes. Hi ha una altra porta que condueix a la Sala del Judici d'Osiris. Aquí és on Osiris pesa l'ànima del difunt contra el mal.
Hora 6: Un cop jutjat, Ra travessa la porta. Allà, Ra es retroba amb el seu ba. En aquesta escena veiem mòmies amb tridents que protegeixen Ra de la serp Apep mentre es retroba amb el seu ba . Quan Ra es retroba amb el seu ba, insufla vida a les mòmies que el custodien, atorgant-los la seva resurrecció. Al final de l'escena, Ra llança els seus enemics a les flames del Llac de Foc.
Hora 7: Ra travessa la porta custodiada per "Aquell que agafa amb el seu ull". En aquesta escena, Ra es presenta davant de dotze homes que porten plomes ma'at que representen que han estat jutjats com a veritables i bons. A aquests dotze se'ls ofereixen libacions per a l'altra vida. També es representa que els que van ser jutjats com a malvats estan lligats a estaques de Geb amb cap de xacal, esperant el seu càstig. L'escena també mostra els que han estat jutjats com a veritables cuidant camps de blat amb Ra presidint-los. Això representa la manifestació d'un any de collita abundant al món superior.

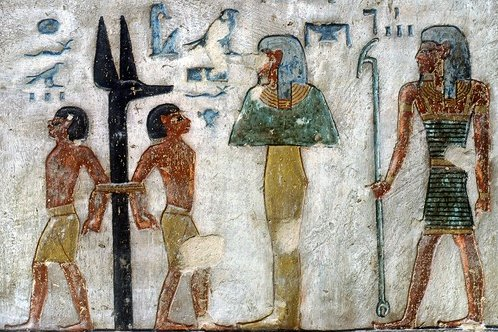
Llibre de les Portes, sisena divisió (P)/setena hora (H), registre central, escena 45: enemics lligats a un pilar amb cap de xacal. Escena de la tomba de Ramsès III. (KV11)

Hora 8: La següent porta que Ra passa està custodiada per nou déus just a l'interior de la porta. La serp que custodia la porta s'anomena "Ull Tancat". A través de la porta, Ra és rebut per deïtats que sostenen una llarga corda d'Aken. Aquests portadors de corda mostren les hores del dia. Lliguen Aken i lloen Ra.
Hora 9: Ra travessa la porta custodiada per "El Rostre Flamejant". La porta en si mateixa s'anomena "El Resplandecent". Un cop passada la porta, Ra arriba a una illa de foc i a les Aigües de Nun, on hi suren persones, que seran restaurades i respiraran quan en surtin. L'illa de foc està representada perquè Horus cremi els que ha condemnat, els que han fet el mal contra el déu sol.
Hora 10: Ra avança a través d'aquesta escena intentant derrotar Apep. Al final de l'escena, Apep és capturat pels déus que es troben davant de la barca solar, sostenint xarxes. En aquesta hora, també hi ha una reconciliació entre Horus i Seth que simbolitza la unió de l'Alt i el Baix Egipte sota el déu sol que comença a aixecar-se sobre les terres i a portar un nou dia.
Hora 11: Apep encara és capturat i castigat en aquesta escena pels quatre fills d'Horus i Geb. Després de la destrucció d'Apep, Ra està envoltat de tot tipus de deïtats per protegir-lo i arrossegar-lo pel cel. Quan Ra arriba a la porta, hi ha dos ceptres, un anomenat Osiris i l'altre Horus. L'escriptura dels ceptres lloa Ra i parla de la seva ànima i cos al cel i a la terra, respectivament.
Hora 12: Ra surt del món subterrani. L'escena mostra moltes figures que sostenen diversos objectes, des de ceptres fins a estrelles i discs. Representen diversos aspectes d'ajudar Ra a ocupar el seu lloc durant les hores diürnes. Ra passa per davant d'Apep, que és castigat de nou per l'Enneada, nou déus que van ajudar Ra en el seu viatge. Un cop Ra travessa la porta final del món subterrani, es troba a les aigües de Nun, que aixeca la barca. Ra torna a estar en la forma de Kephri. Nun aixeca la barca solar als braços que l'esperen de Nut .

## La quarta divisió de la cinquena hora

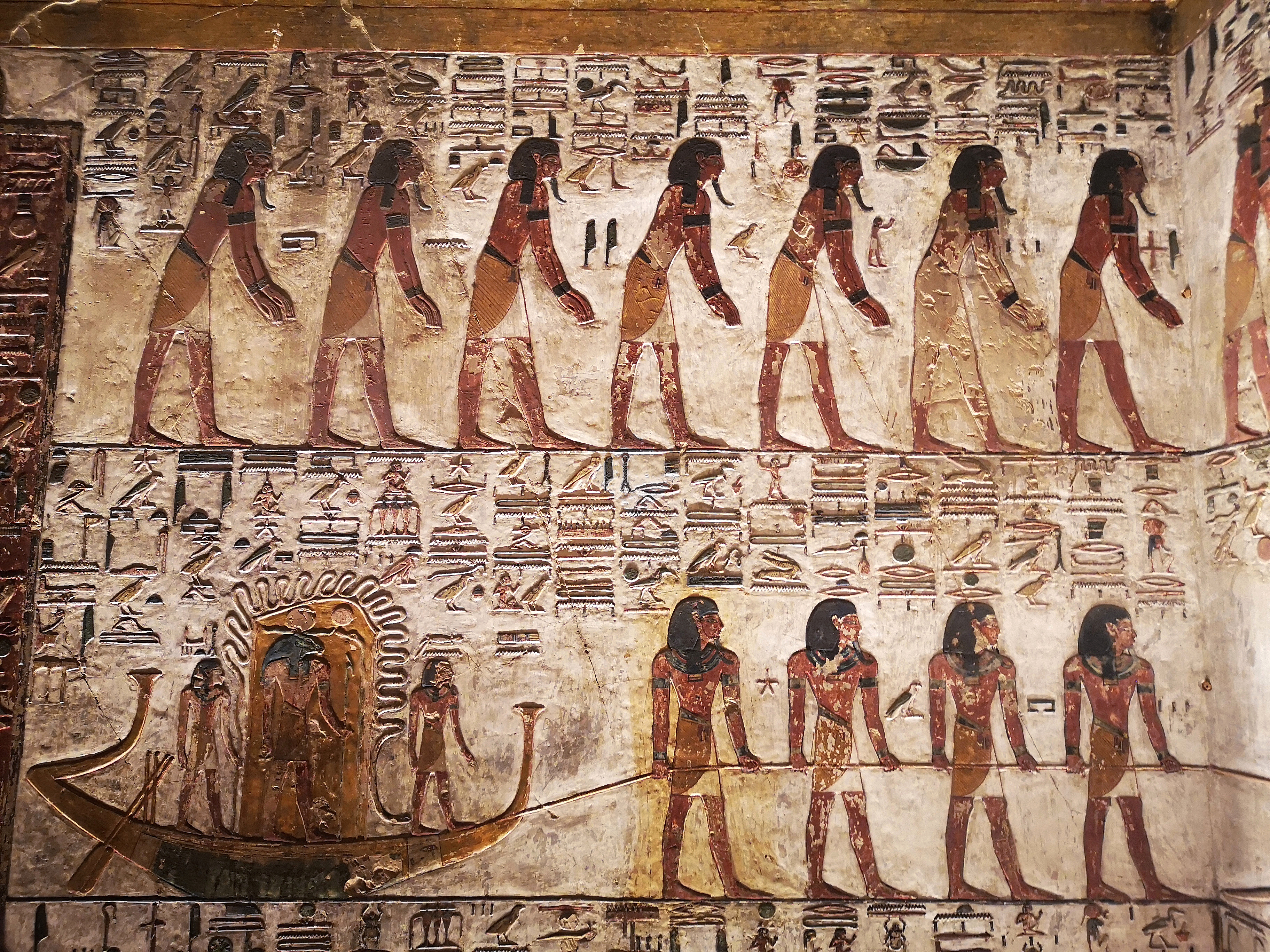
KV17, la tomba del faraó Seti I de la dinastia XIX, cambra amb pilars F, paret sud-est decorada amb escenes del Llibre de les Portes, Vall dels Reis, Egipte

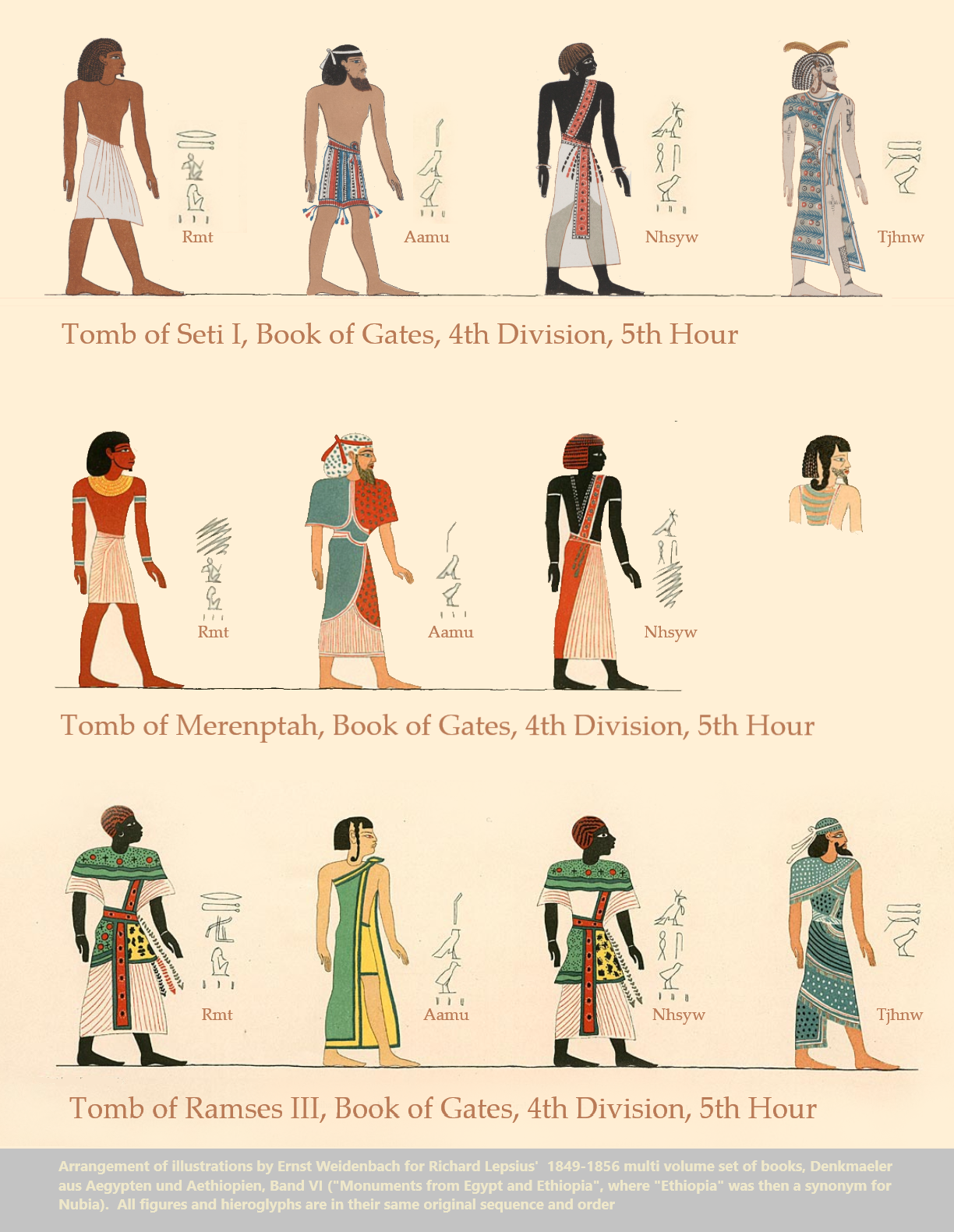
De tres tombes diferents: Il·lustració de figures de la 4a Divisió de la 5a Hora a 1) Tomba de Seti I 2) Tomba de Merenptah i 3) Tomba de Ramsès III

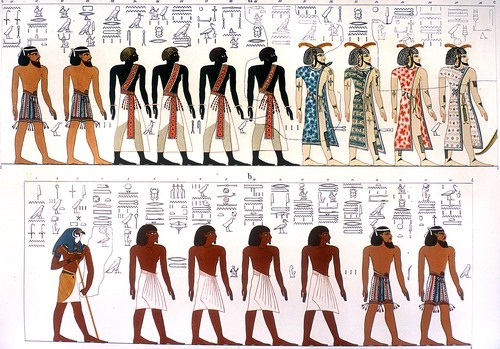
Il·lustració de la Quarta Divisió de la Cinquena Hora a la tomba de Seti I, 4 conjunts complets de 4 tipus de figures (tal com apareix a la tomba), començant per la part inferior esquerra, liderades pel déu Horus

Una de les escenes més conegudes del Llibre de les Portes es troba a la quarta secció de la Cinquena Hora. Els déus estan representats a la fila superior. També porten el cos d'una serp. Al registre inferior es poden veure jeroglífics que signifiquen "per vida". Al principi del registre inferior hi ha setze figures en conjunts repetitius de quatre que són guiades per Horus al més enllà. Els quatre éssers corresponen a les quatre ètnies en què es classificava la gent: egipcis (Remetu), asiàtics ( Aamu ), nubis (Nehsey), libis (Themehu). Aquests éssers estan representats perquè totes les persones són benvingudes i han de fer el viatge al més enllà.
Els nubis es representen de manera consistent a les tres tombes (tot i que tenen el pit nu tant a la tomba de Seti I com a la de Merenptah, però no a Ramsès III ), però a les tres tombes les figures nubis en aquesta tercera posició no tenen barba, tenen la pell negra com el carbó i una faixa vermella gruixuda que els creua el pit i també s'envolta de la cintura i penja. Tanmateix, a diferència de la tomba de Seti I i la de Merenptah, a la tomba de Ramsès III es troba una segona figura pràcticament igual a la primera posició, que normalment ocupen els egipcis. El jeroglífic que normalment representa els egipcis roman al costat d'aquesta figura en la seva posició tradicional. Aquestes dues figures amb la mateixa vestimenta a Ramsès III són similars en aparença als nubis representats a la tomba de Huy i en altres obres d'art egipci, però no es troben figures similars en cap altre lloc d'aquesta tomba, tot i que sí que hi ha un gran nombre d'altres figures egípcies representades típicament.

Una altra peculiaritat és que l'asiàtic i el libi es troben en la segona i quarta posició consistentment a les tombes de Seti I i Merenptah, però canvien de posició a la tomba de Ramsès III, mentre que els jeroglífics no. A les tombes de Seti I i Merenptah, l'asiàtic en segona posició es representa com és típic en molta altra obra d'art del període, una figura barbuda amb una diadema de tela amb dues peces sobrants de la diadema penjant. A més, en aquestes dues tombes, Seti i Merenptah, un libi es troba al final de la fila, a la quarta posició, i es representa amb trets típics líbis del període, un floc de cabell lateral i una peça llarga semblant a una túnica que es porta de manera una mica oberta i amb una o ambdues espatlles al descobert. Tanmateix, mentre que tots els jeroglífics de les tres tombes romanen en la mateixa posició d'esquerra a dreta, a Ramsès III, aquestes dues figures, l'asiàtica i la líbia, han canviat de posició en comparació amb les altres tombes. Les figures poden haver estat creades després que un artesà separat hagués representat els jeroglífics primer. L'única figura de Ramsès III que es troba en la mateixa posició que les figures de les tombes de Seti I i Merenptah és la nubia a la tercera posició. La posició dels jeroglífics no presenta irregularitats en el tipus o la seqüència entre cada tomba. La primera figura de la tomba de Ramsès III té un jeroglífic normalment associat amb els egipcis, però pot estar col·locada al costat del jeroglífic per error, cosa que de vegades es produeix a les tombes, però l'explicació continua sense resoldre's.

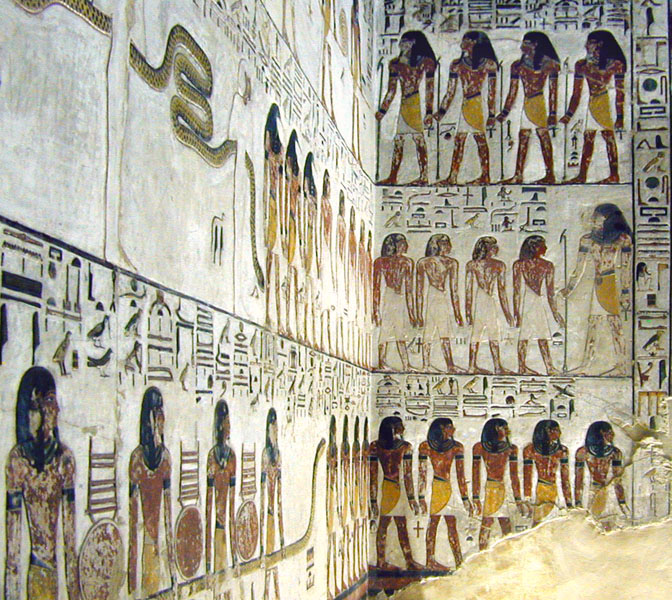
La tomba de Seti I, cambra amb pilars F Relleu de KV17, la tomba de Seti I Detall del Llibre de les Portes, 5a hora.
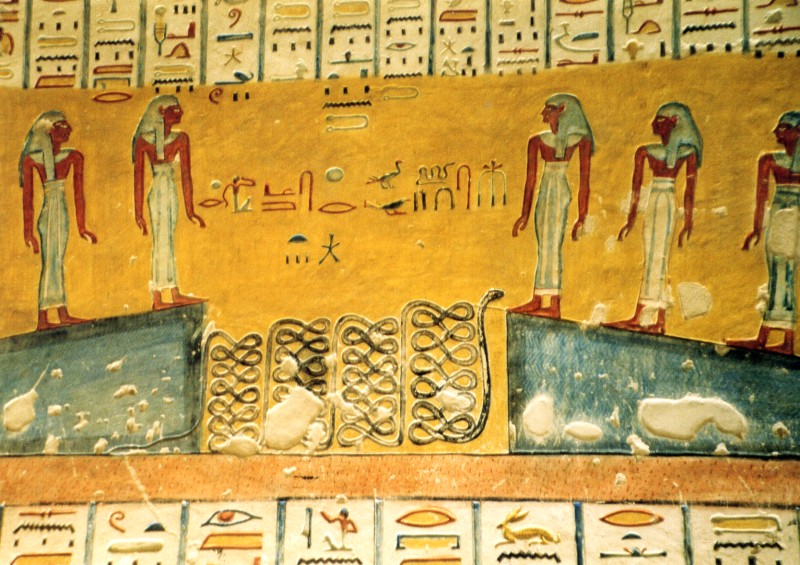
Quarta hora del Llibre de les Portes de KV2, tomba de Ramsès IV. Anàlisi: "el temps és com una serp, de la qual neixen les hores nocturnes com deesses. Després del seu viatge són devorades de nou per la serp. Els triangles blaus representen l'aigua del món subterrani".
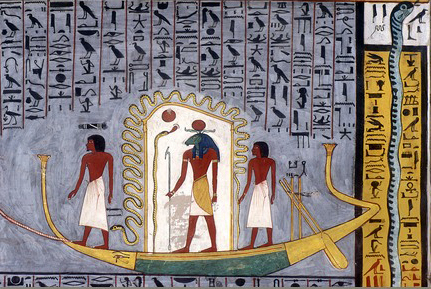
Ra viatjant pel món subterrani en la seva barca, de la còpia del Llibre de les Portes a la tomba de Ramsès I ( KV16 ).
il·lustració d'Ernst Weidenbach per al Denkmaeler aus Aegypten und Aethiopien de Richard Lepsius (1849-1856) que representa escenes de la tomba de Seti I, especialment el Llibre de les Portes "Taula de les Nacions"

1. ↑  Depuydt, Leo; Hornung, Erik «The Ancient Egyptian Books of the Afterlife». Journal of the American Research Center in Egypt, 37, 2000, pàg. 213. DOI: 10.2307/40000532. ISSN: 0065-9991.
2. ↑  «The Book of Gates Inde» (en anglès). [Consulta: 24 juliol 2025].
3. ↑  «Book of Gates | Ancient Egypt Online» (en anglès). [Consulta: 24 juliol 2025].
4. ↑  ««Funerary Compositions». Theban Mapping Project». [Consulta: 24 juliol 2025].
5. ↑  Dunn, Jimmy. «The Book of Gates». touregypt.net. [Consulta: 2 desembre 2023].
6. ↑  Dardir, Mohamed International Journal of Heritage, Tourism and Hospitality, 14, 3, 01-03-2020, pàg. 300–324. DOI: 10.21608/ijhth.2020.155890. ISSN: 2636-414X [Consulta: free].
7. ↑   The ancient Egyptian Netherworld Books.  Atlanta: SBL Press, 2018, p. 249 (Writings from the ancient world). ISBN 978-0-88414-045-0.
8. ↑  Dunn, Jimmy. «The Book of Gates». touregypt.net. [Consulta: 2 desembre 2023].
9. ↑  «Funerary Compositions». Theban Mapping Project, 17-11-2020. [Consulta: 14 març 2024].
10. ↑  «Book of Gates | Ancient Egypt Online» (en anglès britànic). [Consulta: 26 febrer 2024].
11. ↑  «Book of Gates | Ancient Egypt Online» (en anglès britànic). [Consulta: 26 febrer 2024].
12. ↑  «Book of Gates | Ancient Egypt Online» (en anglès britànic). [Consulta: 26 febrer 2024].
13. ↑  Dunn, Jimmy. «The Book of Gates». touregypt.net. [Consulta: 2 desembre 2023].
14. ↑  , <http://dx.doi.org/10.7591/9780801459283-002>. Consulta: 1r març 2024
15. ↑  Dardir, Mohamed International Journal of Heritage, Tourism and Hospitality, 14, 3, 01-03-2020, pàg. 300–324. DOI: 10.21608/ijhth.2020.155890. ISSN: 2636-414X [Consulta: free].
16. ↑  Dunn, Jimmy. «The Book of Gates». touregypt.net. [Consulta: 2 desembre 2023].
17. ↑   The ancient Egyptian Netherworld Books.  Atlanta: SBL Press, 2018, p. 249 (Writings from the ancient world). ISBN 978-0-88414-045-0.
18. ↑   The ancient Egyptian Netherworld Books.  Atlanta: SBL Press, 2018, p. 249 (Writings from the ancient world). ISBN 978-0-88414-045-0.
19. ↑   The ancient Egyptian Netherworld Books.  Atlanta: SBL Press, 2018, p. 249 (Writings from the ancient world). ISBN 978-0-88414-045-0.
20. ↑  Dardir, Mohamed International Journal of Heritage, Tourism and Hospitality, 14, 3, 01-03-2020, pàg. 300–324. DOI: 10.21608/ijhth.2020.155890. ISSN: 2636-414X [Consulta: free].
21. ↑  «The Book of Gates: The Book of Gates: Chapter II. The Ante-Chamber of the Tuat». sacred-texts.com. [Consulta: 13 març 2024].
22. ↑   The ancient Egyptian Netherworld Books.  Atlanta: SBL Press, 2018, p. 249 (Writings from the ancient world). ISBN 978-0-88414-045-0.
23. ↑  Dardir, Mohamed International Journal of Heritage, Tourism and Hospitality, 14, 3, 01-03-2020, pàg. 300–324. DOI: 10.21608/ijhth.2020.155890. ISSN: 2636-414X [Consulta: free].
24. ↑  «The Book of Gates: The Book of Gates: Chapter III. The Gate Of Saa-Set: The Second Division of the Tuat.». sacred-texts.com. [Consulta: 13 març 2024].
25. ↑  Dardir, Mohamed International Journal of Heritage, Tourism and Hospitality, 14, 3, 01-03-2020, pàg. 300–324. DOI: 10.21608/ijhth.2020.155890. ISSN: 2636-414X [Consulta: free].
26. ↑   The ancient Egyptian Netherworld Books.  Atlanta: SBL Press, 2018, p. 249 (Writings from the ancient world). ISBN 978-0-88414-045-0.
27. ↑  «The Book of Gates: The Book of Gates: Chapter IV. The Gate Of Aqebi. The Third Division of the Tuat.». sacred-texts.com. [Consulta: 14 març 2024].
28. ↑   The ancient Egyptian Netherworld Books.  Atlanta: SBL Press, 2018, p. 249 (Writings from the ancient world). ISBN 978-0-88414-045-0.
29. ↑  «The Book of Gates: The Book of Gates: Chapter V. The Gate Of Tchetbi. The Fourth Division of the Tuat». sacred-texts.com. [Consulta: 15 març 2024].
30. ↑  «The Book of Gates: The Book of Gates: Chapter VI. The Gate Of Teka-Hra. The Fifth Division of the Tuat». sacred-texts.com. [Consulta: 15 març 2024].
31. ↑  Dardir, Mohamed International Journal of Heritage, Tourism and Hospitality, 14, 3, 01-03-2020, pàg. 300–324. DOI: 10.21608/ijhth.2020.155890. ISSN: 2636-414X [Consulta: free].
32. ↑   The ancient Egyptian Netherworld Books.  Atlanta: SBL Press, 2018, p. 249 (Writings from the ancient world). ISBN 978-0-88414-045-0.
33. ↑   The ancient Egyptian Netherworld Books.  Atlanta: SBL Press, 2018, p. 249 (Writings from the ancient world). ISBN 978-0-88414-045-0.
34. ↑  «The Book of Gates: The Book of Gates: Chapter VIII. The Gate Of Set-em-maat-f. The Sixth Division Of The Tuat--continued.». sacred-texts.com. [Consulta: 15 març 2024].
35. ↑   The ancient Egyptian Netherworld Books.  Atlanta: SBL Press, 2018, p. 249 (Writings from the ancient world). ISBN 978-0-88414-045-0.
36. ↑  «The Book of Gates: The Book of Gates: Chapter IX. The Gate Of Akha-En-Maat. The Seventh Division of the Tuat.». sacred-texts.com. [Consulta: 15 març 2024].
37. ↑   The ancient Egyptian Netherworld Books.  Atlanta: SBL Press, 2018, p. 249 (Writings from the ancient world). ISBN 978-0-88414-045-0.
38. ↑  «The Book of Gates: The Book of Gates: Chapter X. The Gate of Set-hra. The Eighth Division of the Tuat.». sacred-texts.com. [Consulta: 15 març 2024].
39. ↑   The ancient Egyptian Netherworld Books.  Atlanta: SBL Press, 2018, p. 249 (Writings from the ancient world). ISBN 978-0-88414-045-0.
40. ↑  «The Book of Gates: The Book of Gates: Chapter XI. The Gate Of Ab-ta. The Ninth Division of the Tuat.». sacred-texts.com. [Consulta: 15 març 2024].
41. ↑   The ancient Egyptian Netherworld Books.  Atlanta: SBL Press, 2018, p. 249 (Writings from the ancient world). ISBN 978-0-88414-045-0.
42. ↑  «The Book of Gates: The Book of Gates: Chapter XII. The Gate of Sethu. The Tenth Division of the Tuat.». sacred-texts.com. [Consulta: 15 març 2024].
43. ↑  «The Book of Gates: The Book of Gates: Chapter XIII. The Gate Of Am-netu-f. The Eleventh Division of the Tuat.». sacred-texts.com. [Consulta: 15 març 2024].
44. ↑   The ancient Egyptian Netherworld Books.  Atlanta: SBL Press, 2018, p. 249 (Writings from the ancient world). ISBN 978-0-88414-045-0.
45. ↑  «The Book of Gates: The Book of Gates: Chapter XIV. The Gate of Sebi and Reri. The Twelfth Division of the Tuat». sacred-texts.com. [Consulta: 15 març 2024].
46. ↑   The ancient Egyptian Netherworld Books.  Atlanta: SBL Press, 2018, p. 249 (Writings from the ancient world). ISBN 978-0-88414-045-0.
47. ↑  «Book of Gates | Ancient Egypt Online» (en anglès britànic). [Consulta: 26 febrer 2024].
48. ↑  Dunn, Jimmy. «The Book of Gates». touregypt.net. [Consulta: 2 desembre 2023].
49. ↑  Hornung, Erik; David Lorton (translator). The Ancient Egyptian Books of the Afterlife (en alemany).  Cornell University Press.